# Implizite Differentiation
Die implizite Differentiation (auch implizite Ableitung) ist eine Möglichkeit, eine Funktion, die nicht explizit durch einen Term, sondern nur implizit durch eine Gleichung gegeben ist (auch  implizite Kurve), mit Hilfe der mehrdimensionalen Differentialrechnung abzuleiten. Sie kann oft auch benutzt werden, um die Ableitung von Funktionen, die zwar explizit gegeben sind, in dieser Form aber schwierig abzuleiten sind, zu bestimmen.

## Regel
Erfüllt die differenzierbare Funktion {\displaystyle f\colon \mathbb {R} \to \mathbb {R} } die Gleichung
{\displaystyle F(x,f(x))=0},
wobei auch {\displaystyle F\colon \mathbb {R} ^{2}\to \mathbb {R} ,\ F\colon (x,y)\mapsto F(x,y)}, eine  differenzierbare Funktion ist, so bedeutet das, dass die Funktion  {\displaystyle x\mapsto F(x,f(x))} konstant (nämlich die Nullfunktion) ist. Ihre Ableitung ist dementsprechend auch konstant null. Mit Hilfe der mehrdimensionalen Kettenregel erhält man dann
{\displaystyle 0={\frac {\mathrm {d} }{\mathrm {d} x}}F(x,f(x))={\frac {\partial F}{\partial x}}+{\frac {\partial F}{\partial y}}\,f'=F_{x}+F_{y}\,f'\,.}
Hierbei sind {\displaystyle F_{x}={\tfrac {\partial F}{\partial x}}} und {\displaystyle F_{y}={\tfrac {\partial F}{\partial y}}} die partiellen Ableitungen von {\displaystyle F}. Zur Vereinfachung der Schreibweise wurden die Funktionsargumente {\displaystyle (x,f(x))} weggelassen.
Gilt  {\displaystyle F_{y}(x_{0},f(x_{0}))\neq 0} an einer Stelle {\displaystyle x_{0}}, so gilt dies auch für alle {\displaystyle x} in einer Umgebung von {\displaystyle x_{0}} und man kann die Gleichung nach {\displaystyle \,f'} auflösen:
{\displaystyle f'=-{\frac {F_{x}}{F_{y}}}}
bzw. ausführlich
{\displaystyle f'(x)=-{\frac {F_{x}(x,f(x))}{F_{y}(x,f(x))}}\,.}

### Höhere Ableitungen
Durch Anwendung der Produkt-  und Kettenregel können auch höhere Ableitungen impliziter Funktionen berechnet werden.
So ergibt sich die zweite Ableitung {\displaystyle f''} zu:
{\displaystyle f''(x)=-{\frac {F_{xx}F_{y}^{2}+F_{yy}F_{x}^{2}-2F_{xy}F_{x}F_{y}}{F_{y}^{3}}}}
mit {\displaystyle F_{xx}={\tfrac {\partial ^{2}F}{\partial x^{2}}}}, {\displaystyle F_{yy}={\tfrac {\partial ^{2}F}{\partial y^{2}}}}, {\displaystyle F_{xy}={\tfrac {\partial ^{2}F}{\partial x\partial y}}}.

## Beispiele

### Beispiel 1
Gesucht ist die Ableitungsfunktion {\displaystyle f'(x)} des natürlichen Logarithmus {\displaystyle \ln(x)}. Man kann diesen auch implizit darstellen
{\displaystyle f(x)=\ln(x)\Leftrightarrow e^{f(x)}-x=0},
danach die Gleichung ableiten
{\displaystyle e^{f(x)}\cdot f'(x)-1=0},
wieder {\displaystyle f(x)=\ln(x)} setzen
{\displaystyle x\cdot f'(x)-1=0}
und umstellen
{\displaystyle f'(x)={\frac {1}{x}}}.

### Beispiel 2
Die Funktion {\displaystyle f(x)=x^{x}}, {\displaystyle x>0}, kann mit den herkömmlichen Ableitungsregeln nicht ohne Umformungen abgeleitet werden, da sowohl Exponent als auch Basis der Potenz variabel sind.
Zunächst kann man durch Logarithmieren den Exponenten eliminieren:
{\displaystyle \ln f(x)=x\ln x}.
Nun leitet man implizit ab, indem man beide Seiten herkömmlich nach {\displaystyle x} ableitet:
{\displaystyle {\frac {\mathrm {d} }{\mathrm {d} x}}(\ln f(x))={\frac {\mathrm {d} }{\mathrm {d} x}}(x\ln x)}
Die linke Seite kann mit der Kettenregel, die rechte mit der Produktregel und der Regel für die Ableitung des Logarithmus berechnet werden:
{\displaystyle {\frac {1}{f(x)}}\cdot f'(x)=\ln x+x{\frac {1}{x}}}
Löst man nach {\displaystyle f'(x)} auf und setzt {\displaystyle f(x)=x^{x}} ein, so erhält man als Lösung:
{\displaystyle f'(x)=f(x)\,(\ln x+1)=x^{x}\left(\ln x+1\right)}.

### Beispiel 3
Der Kreis mit Mittelpunkt {\displaystyle (0,0)} und Radius {\displaystyle r} ist gegeben durch die Gleichung {\displaystyle x^{2}+y^{2}=r^{2}}. Teile davon kann man als Graph einer Funktion {\displaystyle y=f(x)} schreiben. Deren Ableitung lässt sich mit Hilfe der impliziten Differentiation wie folgt berechnen:
In die definierende Gleichung setzt man {\displaystyle y=f(x)} ein:
{\displaystyle x^{2}+f(x)^{2}=r^{2}}
Durch Ableiten dieser Gleichung erhält man
{\displaystyle 2\,x+2\,f(x)\,f'(x)=0\,.}
Für {\displaystyle f(x)\neq 0} ergibt Auflösen nach {\displaystyle f'(x)}
{\displaystyle f'(x)=-{\frac {x}{f(x)}}=-{\frac {x}{y}}\,.}
Daraus folgt, dass die Tangente an den Kreis im Punkt {\displaystyle (x,y)} mit {\displaystyle y\neq 0} die Steigung {\displaystyle -{\frac {x}{y}}} hat.